# Neath and Brecon Railway
Die Neath and Brecon Railway war eine britische Eisenbahngesellschaft im Südwesten von Wales.
Die Gesellschaft wurde am 20. Juli 1862  als Dulas Valley Mineral Railway gegründet. Geplant war, das Gebiet zwischen den Ortschaften Neath und Onllwyn im Tal des Dulas durch den Bau der Bahnstrecke Neath–Onllwyn zu erschließen.
Am 2. Oktober 1864 änderte die Gesellschaft ihren Namen in Neath and Brecon Railway, nachdem sie die Konzession zum Weiterbau bis Brecon erhalten hatte. Dort bestand ein Übergang zur Brecon and Merthyr Tydfil Junction Railway. 1865 wurde mit der Progress die erste Lokomotive der Bauart Fairlie eingesetzt.

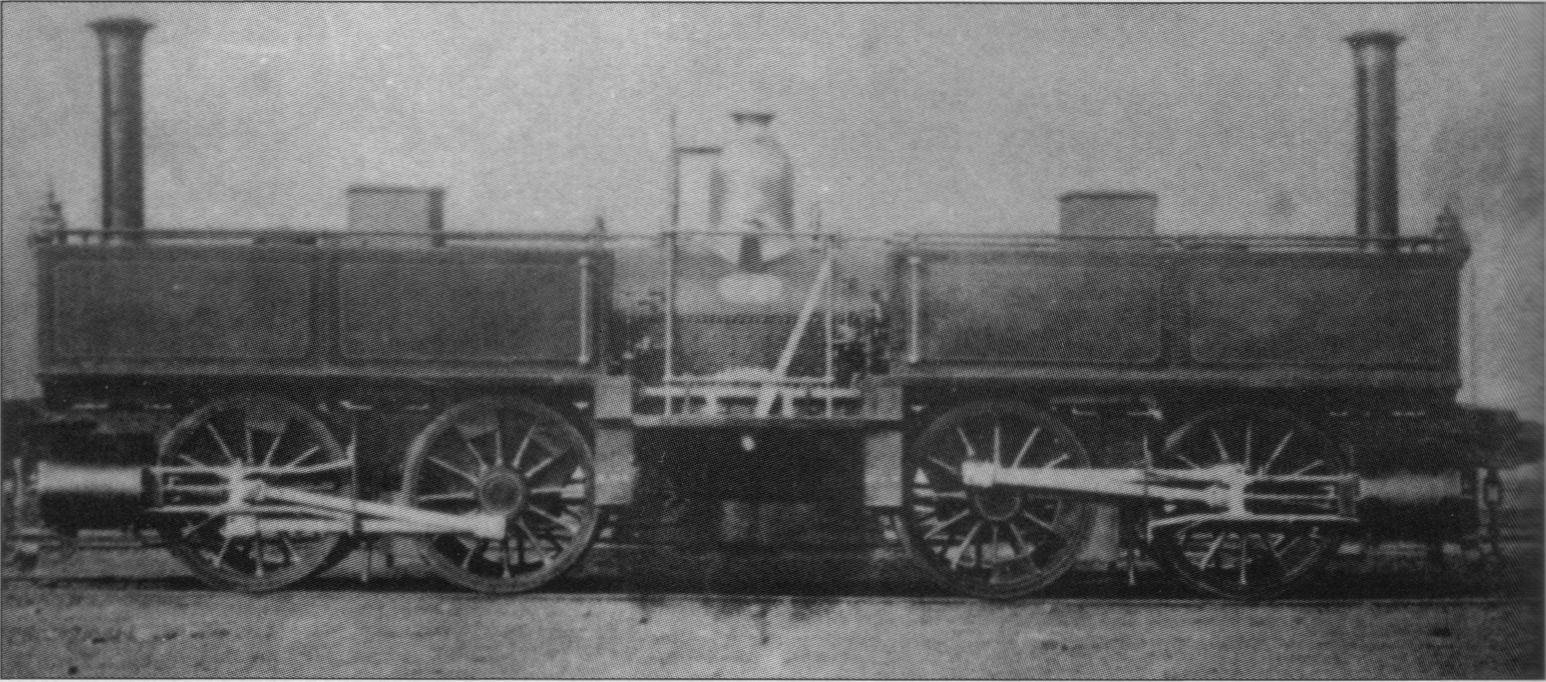
Fairlie-Lokomotive Progress, 1865

Am 3. Juni 1867 eröffnete die Bahnstrecke Onllwyn–Brecon bis Brecon. Am 26. Juli 1869 übernahm die Gesellschaft die Swansea Vale and Neath and Brecon Junction Railway, mit der in Colbren Junction eine Verbindung bestand. Dazu erhielt sie Streckennutzungsrechte über die Swansea Vale Railway nach Swansea. Zugleich musste sie jedoch der Swansea Vale Railway Streckennutzungsrechte über das gesamte eigene Netz einräumen. Die Rechte gingen 1874 auf die Midland Railway über. Zur gleichen Zeit verpachtete die Neath and Brecon Railway ihr Streckennetz an die Midland Railway. Mit dem Railways Act 1921 wurde die Gesellschaft ab dem 1. Januar 1922 der Great Western Railway zugeschlagen. Die Midland Railway wurde durch die London, Midland and Scottish Railway übernommen, und diese nutzte die Rechte bis circa 1930, als die Verpachtung beendet wurde.
Die Strecke wurde im Rahmen der Beeching-Axt 1962/1963 geschlossen. Am 1. Juli 1964 wurde der Abschnitt Neath bis Onllwyn wieder in Betrieb genommen, um den Anschluss eines Bergbaubetriebes sicherzustellen.